# Карпатіан
Карпатіан (раніше Беркут) (пол. Karpatian) — український фолк-рок-гурт з Ольштина (Польщі). Гурт засновано в 2004 році під назвою "Беркут". Назва гурту походить від назви виду орла, який зустрічається в Карпатах. Членами гурту є поляки та українці, яких поєднала музика інспірована українським фольклором. 
Гурт брав участь у багатьох фестивалях та концертах у Польщі та за кордоном, між іншими у Росії, Словаччині та в Україні.

## Склад гурту
- Павло Ґерчак — спів
- Славомир Хмарич — акордеон
- Даріуш Ґендзерський — труба
- Артур Рудель — гітара
- Михайло Шиманек — бас
- Ігор Козубель — ударні

## Дискографія
Альбоми
- «Злі привички» (2005)
- «Часу не марнуй» (2007)
- «Беркут 3» (2010)